# 3829 Gunma
3829 Gunma este un asteroid din centura principală, descoperit pe 10 martie 1988 de Tokuo Kojima.